# 加藤雄一
加藤 雄一（かとう ゆういち、1950年2月1日 - ）は、日本の実業家、経営コンサルタント。アドバネクス株式会社元代表取締役会長・社長、事業創造大学院大学客員教授。

## 人物・経歴
1950年2月1日生まれ。東京都出身。
立教大学経済学部卒業後、1972年4月、父親の経営する加藤スプリング製作所（現・アドバネクス株式会社）に入社。入社と同時に最初の海外派遣社員として、米国現地法人に赴任。その後、シンガポール・米・英・タイ・マレーシアに拠点を立ち上げる。若手への権限委譲などの社内改革を進めた。
1987年、社長就任。当時の上場会社の中では最も若い37歳であった。
社長就任翌年の1988年8月、中長期ビジョンを発表し、既存の中心事業であるスプリング依存の体質から、総合精密部品メーカーへの転進を図ることを掲げる。これが第2創業期の始まりとなった。
2001年7月には社名をアドバネクス株式会社に変更。2004年、東京証券取引所第1部上場。2005年4月、代表取締役会長兼社長に就任。2013年6月に社長を退任し、代表取締役会長に就任。2018年6月、代表取締役会長を退任。
アドバネクスから独立させた子会社であった株式会社ストロベリーコーポレーション（後のアドバネクスモーションデザイン）は、携帯電話が主流の時代には、ヒンジユニットが世界トップシェアとなり、JASDAQ市場への株式上場を果たした。その後、スマートフォンの台頭により、現在は会社清算している。
加藤は経営者としての長年の経験を活かし、経営コンサルタントや大学講師として活躍する。